# Воронеж (Зміїногорський район)
Воро́неж (рос. Воронеж) — селище у складі Зміїногорського району Алтайського краю, Росія. Входить до складу Карамишевської сільської ради.

## Населення
Населення — 216 осіб (2010; 295 у 2002).
Національний склад (станом на 2002 рік):
- росіяни — 96 %